# Anatis
Genre
Anatis est un genre d'insectes coléoptères de la famille des coccinelles.

## Liste des espèces
Selon BioLib (12 mars 2023) :
- Anatis labiculata (Say, 1824)
- Anatis lecontei Casey, 1899
- Anatis mali (Say, 1825)
- Anatis ocellata (Linnaeus, 1758) — Coccinelle ocellée (seule espèce européenne)
- Anatis quindecimpunctata (De Geer, 1775)
- Anatis rathvoni (LeConte, 1852)